# Lucie Hradecká
Lucie Hradecká (Praag, 21 mei 1985) is een voormalig professioneel tennisspeelster uit Tsjechië. Zij speelt tennis vanaf vierjarige leeftijd. Haar eerste professionele optreden was in 2002 in het ITF-toernooi van Staré Splavy. Zij is voornamelijk succesvol in het vrouwendubbelspel.

## Loopbaan
Hradecká werd beroepsspeelster in 2002. In 2003 won zij haar eerste titel, op het ITF-toernooi van Enschede (Nederland) – in de finale versloeg zij de Nederlandse Lotty Seelen.
In 2006 nam zij voor het eerst deel aan een grandslamtoernooi, op het dubbelspeltoernooi van Roland Garros. Later dat jaar won zij haar eerste WTA-titel, op het dubbelspeltoernooi van Portorož, samen met landgenote Renata Voráčová.
In de periode 2010–2021 maakte Hradecká deel uit van het Tsjechische team in de Fed Cup – zij behaalde daar een winst/verlies-balans van 8–6. In 2010 bereikte het team de halve finale waarin zij werden verslagen door Italië. In 2011 wonnen zij de finale van Rusland. In 2014 wonnen zij de finale van Duitsland. Andere jaren waarin het Tsjechische team de hoofdprijs won (2012, 2015, 2016) speelde Hradecká niet in de finale.
In 2011 won Hradecká met landgenote Andrea Hlaváčková het vrouwendubbelspel van Roland Garros, en in 2013 met landgenoot František Čermák het gemengd dubbelspel van Roland Garros. Later in 2013, weer met Hlaváčková, won zij het vrouwendubbelspel op het US Open 2013.
Op de Olympische Spelen won zij aan de zijde van Hlaváčková een zilveren medaille in 2012 (Londen) en samen met Radek Štěpánek een bronzen medaille in 2016 (Rio de Janeiro).

## Speelstijl
Hradecká beschikt over een uitstekende opslag en dit is haar voornaamste wapen. Ook haar tweede opslag is erg goed en wordt door sommigen gezien als een van de beste tweede services in het vrouwentennis. Daarnaast speelt zij met een agressieve stijl; zij slaat haar dubbelhandige groundstrokes met veel kracht. Ook haar volleys en smashes zijn goed dankzij haar vele optredens in het dubbelspel. Overigens staat zij bekend als een wisselvallige speelster die af en toe uitschieters heeft. Zij speelt het liefst op snelle ondergronden vanwege haar opslag, maar met bijvoorbeeld haar halvefinaleplaats op het WTA-toernooi van Madrid 2012 heeft zij bewezen dat zij ook op gravel uit de voeten kan.

## Posities op deWTA-ranglijst
Positie per einde seizoen:
| jaar | rang enkelspel | rang dubbelspel |
| ---- | -------------- | --------------- |
| 2003 | 410            | –               |
| 2004 | 258            | 593             |
| 2005 | 204            | 87              |
| 2006 | 174            | 53              |
| 2007 | 241            | 67              |
| 2008 | 119            | 51              |
| 2009 | 65             | 42              |
| 2010 | 111            | 38              |
| 2011 | 51             | 15              |
| 2012 | 46             | 4               |
| 2013 | 150            | 14              |
| 2014 | 157            | 22              |
| 2015 | 53             | 17              |
| 2016 | 170            | 10              |
| 2017 | 184            | 14              |
| 2018 | 740            | 32              |
| 2019 | 300            | 28              |
| 2020 | 490            | 32              |
| 2021 | 565            | 29              |

## Palmares
| Legenda                | Legenda                  |
| ---------------------- | ------------------------ |
| Grandslamtoernooi      |                          |
| Olympische Spelen      |                          |
| Year-End Championships |                          |
| tot 2009               | 2009 – 2020 / vanaf 2021 |
| Tier I                 | Premier Mandatory        |
| Tier II                | Premier Five / WTA 1000  |
| Tier III               | Premier / WTA 500        |
| Tier IV & V            | International / WTA 250  |
|                        | Challenger / WTA 125     |

### WTA-finaleplaatsen enkelspel
| nr.              | finale     | toernooi        | ondergrond | tegenstandster     | score         |         |
| ---------------- | ---------- | --------------- | ---------- | ------------------ | ------------- | ------- |
| gewonnen finales |            |                 |            |                    |               |         |
| geen             |            |                 |            |                    |               |         |
| verloren finales |            |                 |            |                    |               |         |
| 1.               | 2008-07-20 | WTA Bad Gastein | gravel     | Pauline Parmentier | 4-6, 4-6      | details |
| 2.               | 2009-05-23 | WTA Straatsburg | gravel     | Aravane Rezaï      | 6-7, 1-6      | details |
| 3.               | 2009-08-02 | WTA Istanbul    | hardcourt  | Vera Doesjevina    | 0-6, 1-6      | details |
| 4.               | 2011-04-30 | WTA Barcelona   | gravel     | Roberta Vinci      | 6-4, 2-6, 2-6 | details |
| 5.               | 2012-09-16 | WTA Québec      | tapijt (i) | Kirsten Flipkens   | 1-6, 5-7      | details |
| 6.               | 2013-05-25 | WTA Straatsburg | gravel     | Alizé Cornet       | 6-7, 0-6      | details |
| 7.               | 2015-05-02 | WTA Praag       | gravel     | Karolína Plíšková  | 6-4, 5-7, 3-6 | details |

### WTA-finaleplaatsen vrouwendubbelspel
| nr.              | finale     | toernooi          | ondergrond    | partner                  | tegenstandsters                            | score             |         |
| ---------------- | ---------- | ----------------- | ------------- | ------------------------ | ------------------------------------------ | ----------------- | ------- |
| gewonnen finales |            |                   |               |                          |                                            |                   |         |
| 01.              | 2006-09-24 | WTA Portorož      | hardcourt     | Renata Voráčová          | Eva Birnerová Émilie Loit                  | walk-over         | details |
| 02.              | 2007-07-29 | WTA Bad Gastein   | gravel        | Renata Voráčová          | Ágnes Szávay Vladimíra Uhlířová            | 6-3, 7-5          | details |
| 03.              | 2007-09-23 | WTA Portorož      | hardcourt     | Renata Voráčová          | Andreja Klepač Jelena Lichovtseva          | 5-7, 6-4, [10-7]  | details |
| 04.              | 2008-05-04 | WTA Praag         | gravel        | Andrea Hlaváčková        | Jill Craybas Michaëlla Krajicek            | 1-6, 6-3, [10-6]  | details |
| 05.              | 2008-07-20 | WTA Bad Gastein   | gravel        | Andrea Hlaváčková        | Sesil Karatantcheva Nataša Zorić           | 6-3, 6-3          | details |
| 06.              | 2009-07-26 | WTA Bad Gastein   | gravel        | Andrea Hlaváčková        | Tatjana Malek Andrea Petković              | 6-2, 6-4          | details |
| 07.              | 2009-08-02 | WTA Istanbul      | hardcourt     | Renata Voráčová          | Julia Görges Patty Schnyder                | 2-6, 6-3, [12-10] | details |
| 08.              | 2010-01-09 | WTA Brisbane      | hardcourt     | Andrea Hlaváčková        | Melinda Czink Arantxa Parra Santonja       | 2-6, 7-6, [10-4]  | details |
| 09.              | 2010-07-25 | WTA Bad Gastein   | gravel        | Anabel Medina Garrigues  | Timea Bacsinszky Tathiana Garbin           | 6-7, 6-1, [10-5]  | details |
| 10.              | 2011-06-03 | Roland Garros     | gravel        | Andrea Hlaváčková        | Sania Mirza Jelena Vesnina                 | 6-4, 6-3          | details |
| 11.              | 2011-07-17 | WTA Bad Gastein   | gravel        | Eva Birnerová            | Jarmila Gajdošová Julia Görges             | 4-6, 6-2, [12-10] | details |
| 12.              | 2012-01-07 | WTA Auckland      | hardcourt     | Andrea Hlaváčková        | Julia Görges Flavia Pennetta               | 6-7, 6-2, [10-7]  | details |
| 13.              | 2012-02-25 | WTA Memphis       | hardcourt (i) | Andrea Hlaváčková        | Vera Doesjevina Volha Havartsova           | 6-3, 6-4          | details |
| 14.              | 2012-08-19 | WTA Cincinnati    | hardcourt     | Andrea Hlaváčková        | Katarina Srebotnik Zheng Jie               | 6-1, 6-3          | details |
| 15.              | 2012-10-21 | WTA Luxemburg     | hardcourt (i) | Andrea Hlaváčková        | Irina-Camelia Begu Monica Niculescu        | 6-3, 6-4          | details |
| 16.              | 2013-07-14 | WTA Boedapest     | gravel        | Andrea Hlaváčková        | Nina Brattsjikova Anna Tatishvili          | 6-4, 6-1          | details |
| 17.              | 2013-09-07 | US Open           | hardcourt     | Andrea Hlaváčková        | Ashleigh Barty Casey Dellacqua             | 6-7, 6-1, 6-4     | details |
| 18.              | 2014-09-14 | WTA Québec        | tapijt (i)    | Mirjana Lučić-Baroni     | Julia Görges Andrea Hlaváčková             | 6-3, 7-6          | details |
| 19.              | 2015-08-29 | WTA New Haven     | hardcourt     | Julia Görges             | Chuang Chia-jung Liang Chen                | 6-3, 6-1          | details |
| 20.              | 2016-09-18 | WTA Québec        | tapijt (i)    | Andrea Hlaváčková        | Alla Koedrjavtseva Aleksandra Panova       | 7-6, 7-6          | details |
| 21.              | 2016-10-21 | WTA Moskou        | hardcourt (i) | Andrea Hlaváčková        | Darja Gavrilova Darja Kasatkina            | 4-6, 6-0, [10-7]  | details |
| 22.              | 2018-08-18 | WTA Cincinnati    | hardcourt     | Jekaterina Makarova      | Elise Mertens Demi Schuurs                 | 6-2, 7-5          | details |
| 23.              | 2019-08-17 | WTA Cincinnati    | hardcourt     | Andreja Klepač           | Anna-Lena Grönefeld Demi Schuurs           | 6-4, 6-1          | details |
| 24.              | 2020-08-16 | WTA Praag         | gravel        | Kristýna Plíšková        | Monica Niculescu Raluca Olaru              | 6-2, 6-2          | details |
| 25.              | 2021-06-20 | WTA Birmingham    | gras          | Marie Bouzková           | Ons Jabeur Ellen Perez                     | 6-4, 2-6, [10-8]  | details |
| 26.              | 2021-07-18 | WTA Praag         | hardcourt     | Marie Bouzková           | Viktória Kužmová Nina Stojanović           | 7-6, 6-4          | details |
| verloren finales |            |                   |               |                          |                                            |                   |         |
| 01.              | 2006-07-30 | WTA Boedapest     | gravel        | Renata Voráčová          | Janette Husárová Michaëlla Krajicek        | 6-4, 4-6, 4-6     | details |
| 02.              | 2009-08-29 | WTA New Haven     | hardcourt     | Iveta Benešová           | Nuria Llagostera Vives MJ Martínez Sánchez | 2-6, 5-7          | details |
| 03.              | 2010-05-01 | WTA Fez           | gravel        | Renata Voráčová          | Iveta Benešová Anabel Medina Garrigues     | 3-6, 1-6          | details |
| 04.              | 2011-02-19 | WTA Memphis       | hardcourt (i) | Andrea Hlaváčková        | Volha Havartsova Alla Koedrjavtseva        | 3-6, 6-4, [8-10]  | details |
| 05.              | 2011-10-23 | WTA Luxemburg     | hardcourt (i) | Jekaterina Makarova      | Iveta Benešová Barbora Záhlavová-Strýcová  | 5-7, 3-6          | details |
| 06.              | 2012-07-06 | Wimbledon         | gras          | Andrea Hlaváčková        | Serena Williams Venus Williams             | 5-7, 4-6          | details |
| 07.              | 2012-08-04 | O.S. Londen       | gras          | Andrea Hlaváčková        | Serena Williams Venus Williams             | 4-6, 4-6          | details |
| 08.              | 2012-08-24 | WTA New Haven     | hardcourt     | Andrea Hlaváčková        | Liezel Huber Lisa Raymond                  | 6-4, 0-6, [4-10]  | details |
| 09.              | 2012-09-09 | US Open           | hardcourt     | Andrea Hlaváčková        | Sara Errani Roberta Vinci                  | 4-6, 2-6          | details |
| 10.              | 2012-10-28 | WTA Championships | hardcourt (i) | Andrea Hlaváčková        | Maria Kirilenko Nadja Petrova              | 1-6, 4-6          | details |
| 11.              | 2013-09-15 | WTA Québec        | tapijt (i)    | Andrea Hlaváčková        | Alla Koedrjavtseva Anastasia Rodionova     | 4-6, 3-6          | details |
| 12.              | 2014-01-04 | WTA Auckland      | hardcourt     | Michaëlla Krajicek       | Sharon Fichman Maria Sanchez               | 6-2, 0-6, [4-10]  | details |
| 13.              | 2014-10-18 | WTA Luxemburg     | hardcourt (i) | Barbora Krejčíková       | Timea Bacsinszky Kristina Barrois          | 6-3, 4-6, [4-10]  | details |
| 14.              | 2015-02-28 | WTA Acapulco      | hardcourt     | Andrea Hlaváčková        | Lara Arruabarrena María Teresa Torró Flor  | 6-7, 7-5, [11-13] | details |
| 15.              | 2015-06-21 | WTA Birmingham    | gras          | Andrea Hlaváčková        | Garbiñe Muguruza Carla Suárez Navarro      | 4-6, 4-6          | details |
| 16.              | 2015-07-26 | WTA Bad Gastein   | gravel        | Lara Arruabarrena Vecino | Danka Kovinić Stephanie Vogt               | 6-4, 4-6, [3-10]  | details |
| 17.              | 2015-10-18 | WTA Linz          | hardcourt (i) | Andrea Hlaváčková        | Raquel Kops-Jones Abigail Spears           | 3-6, 5-7          | details |
| 18.              | 2016-01-29 | Australian Open   | hardcourt     | Andrea Hlaváčková        | Martina Hingis Sania Mirza                 | 6-7, 3-6          | details |
| 19.              | 2017-02-05 | WTA Taiwan        | hardcourt (i) | Kateřina Siniaková       | Chan Hao-ching Chan Yung-jan               | 4-6, 2-6          | details |
| 20.              | 2017-03-18 | WTA Indian Wells  | hardcourt     | Kateřina Siniaková       | Chan Yung-jan Martina Hingis               | 6-7, 2-6          | details |
| 21.              | 2017-04-09 | WTA Charleston    | gravel        | Kateřina Siniaková       | Bethanie Mattek-Sands Lucie Šafářová       | 1-6, 6-4, [7-10]  | details |
| 22.              | 2017-05-05 | WTA Praag         | gravel        | Kateřina Siniaková       | Anna-Lena Grönefeld Květa Peschke          | 4-6, 6-7          | details |
| 23.              | 2017-09-10 | US Open           | hardcourt     | Kateřina Siniaková       | Chan Yung-jan Martina Hingis               | 3-6, 2-6          | details |
| 24.              | 2019-02-23 | WTA Dubai         | hardcourt     | Jekaterina Makarova      | Hsieh Su-wei Barbora Strýcová              | 4-6, 4-6          | details |
| 25.              | 2020-11-15 | WTA Linz          | hardcourt (i) | Kateřina Siniaková       | Arantxa Rus Tamara Zidanšek                | 3-6, 4-6          | details |
| 26.              | 2021-04-11 | WTA Charleston    | gravel        | Marie Bouzková           | Nicole Melichar Demi Schuurs               | 2-6, 4-6          | details |
| 27.              | 2022-04-10 | WTA Charleston    | gravel        | Sania Mirza              | Andreja Klepač Magda Linette               | 2-6, 6-4, [7-10]  | details |
| 28.              | 2022-05-21 | WTA Straatsburg   | gravel        | Sania Mirza              | Nicole Melichar Darja Gavrilova            | 7-5, 5-7, [6-10]  | details |

### Finaleplaatsen gemengd dubbelspel
| nr.              | finale     | toernooi        | ondergrond | partner          | tegenstanders                     | score            |         |
| ---------------- | ---------- | --------------- | ---------- | ---------------- | --------------------------------- | ---------------- | ------- |
| gewonnen finales |            |                 |            |                  |                                   |                  |         |
| 1.               | 2013-06-06 | Roland Garros   | gravel     | František Čermák | Kristina Mladenovic Daniel Nestor | 1-6, 6-4, [10-6] | details |
| verloren finales |            |                 |            |                  |                                   |                  |         |
| 1.               | 2013-01-27 | Australian Open | hardcourt  | František Čermák | Jarmila Gajdošová Matthew Ebden   | 3-6, 5-7         | details |
| 2.               | 2015-06-06 | Roland Garros   | gravel     | Marcin Matkowski | Bethanie Mattek-Sands Mike Bryan  | 6-7, 1-6         | details |

### Gewonnen ITF-toernooien enkelspel
| nr. | finale     | toernooi            | dotatie   | tegenstandster in finale          | score         |
| --- | ---------- | ------------------- | --------- | --------------------------------- | ------------- |
| 01. | 2003-08-24 | Enschede            | $ 10.000  | Lotty Seelen                      | 7-5, 6-4      |
| 02. | 2003-10-04 | Trenčianske Teplice | $ 10.000  | Irina Delitz                      | 6-3, 6-2      |
| 03. | 2004-04-05 | Cavtat              | $ 10.000  | Lenka Tvarošková                  | 7-5, 6-0      |
| 04. | 2004-04-18 | Bol                 | $ 10.000  | Romina Oprandi                    | 6-2, 7-6      |
| 05. | 2004-05-30 | Belgrado            | $ 10.000  | Lisa Tognetti                     | 6-3, 6-2      |
| 06. | 2004-06-13 | Staré Splavy        | $ 10.000  | Sabrina Jolk                      | 6-1, 7-6      |
| 07. | 2004-09-12 | Durmersheim         | $ 10.000  | Petra Russegger                   | 6-0, 5-7, 7-6 |
| 08. | 2005-05-13 | Rogaška Slatina     | $ 10.000  | Kristina Andlovic                 | 6-4, 6-2      |
| 09. | 2005-11-19 | Průhonice           | $ 25.000  | Agnieszka Radwańska               | 4-6, 6-1, 7-6 |
| 10. | 2006-02-12 | Capriolo            | $ 25.000  | Darija Jurak                      | 6-1, 6-4      |
| 11. | 2007-05-27 | Gorizia             | $ 25.000  | Eloísa María Compostizo de Andrés | 6-2, 6-3      |
| 12. | 2008-08-03 | Bad Saulgau         | $ 25.000  | Carmen Klaschka                   | 6-1, 4-6, 6-4 |
| 13. | 2009-02-08 | Belfort             | $ 25.000  | Vesna Manasieva                   | 6-3, 6-2      |
| 14. | 2009-02-15 | Midland             | $ 75.000  | Eléni Daniilídou                  | 6-3, 6-3      |
| 15. | 2010-05-16 | Praag               | $ 50.000  | Ajla Tomljanović                  | 6-1, 7-6      |
| 16. | 2010-11-01 | Nantes              | $ 50.000  | Valerija Savinych                 | 6-3, 6-1      |
| 17. | 2011-02-13 | Midland             | $ 100.000 | Irina Falconi                     | 6-4, 6-4      |
| 18. | 2011-05-08 | Praag               | $ 50.000  | Paula Ormaechea                   | 4-6, 6-3, 6-2 |
| 19. | 2014-04-27 | Chiasso             | $ 25.000  | Tereza Mrdeža                     | 6-3, 7-6      |
| 20. | 2019-02-10 | Trnava              | $ 25.000  | Kristína Kučová                   | 6-4, 3-6, 7-6 |

### Gewonnen ITF-toernooien dubbelspel
| nr. | finale     | toernooi          | dotatie   | partner              | tegenstandsters in finale                   | score             |
| --- | ---------- | ----------------- | --------- | -------------------- | ------------------------------------------- | ----------------- |
| 01. | 2004-03-07 | Buchen            | $ 10.000  | Veronika Chvojková   | Elke Clijsters Caroline Maes                | 6-1, 6-4          |
| 02. | 2004-11-28 | Opole             | $ 25.000  | Eva Hrdinová         | Katsjarina Dzehalevitsj Nadzeja Astrowskaja | 7-5, 6-3          |
| 03. | 2005-02-20 | Biberach          | $ 10.000  | Sandra Záhlavová     | Kristina Barrois Stefanie Weis              | 5-7, 6-2, 7-5     |
| 04. | 2005-03-13 | Rogaška Slatina   | $ 10.000  | Zuzana Zálabská      | Kristina Czafiková Andrea Hlaváčková        | 7-5, 6-0          |
| 05. | 2005-04-16 | Civitavecchia     | $ 25.000  | Sandra Záhlavová     | Gabriela Niculescu Monica Niculescu         | 6-4, 6-3          |
| 06. | 2005-06-11 | Zagreb            | $ 75.000  | Vladimíra Uhlířová   | Daniela Klemenschits Sandra Klemenschits    | 6-2, 6-2          |
| 07. | 2005-09-11 | Denain            | $ 75.000  | Vladimíra Uhlířová   | Zsófia Gubacsi Marija Koryttseva            | 6-0, 7-5          |
| 08. | 2005-10-02 | Biella            | $ 50.000  | Renata Voráčová      | Maret Ani Mervana Jugić-Salkić              | 6-4, 7-6          |
| 09. | 2005-10-23 | Saint-Raphaël     | $ 50.000  | Sandra Záhlavová     | María Emilia Salerni Meilen Tu              | 4-6, 6-4, 7-5     |
| 10. | 2005-11-19 | Průhonice         | $ 25.000  | Libuše Průšová       | Olga Blahotová Eva Hrdinová                 | 6-3, 3-6, 6-3     |
| 11. | 2005-12-10 | Přerov            | $ 50.000  | Gabriela Navrátilová | Gréta Arn Margit Rüütel                     | 3-6, 6-4, 6-4     |
| 12. | 2006-02-04 | Ortisei           | $ 75.000  | Vladimíra Uhlířová   | Tatjana Poetsjek Anastasija Jakimava        | 6-4, 6-2          |
| 13. | 2006-02-26 | Biberach          | $ 25.000  | Olga Blahotová       | Darija Jurak Renata Voráčová                | 2-6, 6-4, 7-6     |
| 14. | 2006-04-16 | Civitavecchia     | $ 25.000  | Martina Müller       | Tetjana Perebyjnis Barbora Strýcová         | 69-7, 6-3, 7-5    |
| 15. | 2007-06-09 | Přerov            | $ 75.000  | Renata Voráčová      | Rossana de los Ríos Edina Gallovits         | 5-7, 6-3, 6-2     |
| 16. | 2007-07-16 | Zlin              | $ 50.000  | Renata Voráčová      | Michaela Paštiková Hana Šromová             | 6-2, 2-6, 6-4     |
| 17. | 2007-08-18 | The Bronx         | $ 50.000  | Urszula Radwańska    | Marija Koryttseva Darija Koestova           | 6-3, 1-6, 6-1     |
| 18. | 2007-10-14 | Jersey            | $ 25.000  | Andrea Hlaváčková    | Katie O'Brien Georgie Stoop                 | 6-0, 6-4          |
| 19. | 2007-12-14 | Valašské Meziříčí | $ 25.000  | Andrea Hlaváčková    | Darija Jurak Ivana Lisjak                   | 6-2, 6-1          |
| 20. | 2008-02-03 | Belfort           | $ 25.000  | Andrea Hlaváčková    | Marta Marrero María José Martínez Sánchez   | 7-6, 6-4          |
| 21. | 2008-02-10 | Sutton            | $ 25.000  | Andrea Hlaváčková    | Johanna Larsson Anna Smith                  | 6-3, 6-3          |
| 22. | 2008-10-19 | Saint-Raphaël     | $ 50.000  | Eva Birnerová        | Gracia Radovanovic Renata Voráčová          | 6-4, 6-3          |
| 23. | 2008-11-02 | Bratislava        | $ 100.000 | Andrea Hlaváčková    | Akgul Amanmuradova Monica Niculescu         | 7-6, 6-1          |
| 24. | 2009-03-01 | Clearwater        | $ 50.000  | Michaela Paštiková   | Maria Elena Camerin Yanina Wickmayer        | diskwalificatie   |
| 25. | 2009-11-08 | Nantes            | $ 50.000  | Michaela Paštiková   | Vladimíra Uhlířová Renata Voráčová          | 6-4, 6-4          |
| 26. | 2010-02-14 | Midland           | $ 100.000 | Laura Granville      | Lilia Osterloh Anna Tatishvili              | 7-6, 3-6, [12-10] |
| 27. | 2010-07-03 | Cuneo             | $ 100.000 | Eva Birnerová        | Sorana Cîrstea Andreja Klepač               | 3-6, 6-4, [10-8]  |
| 28. | 2010-09-26 | Saint-Malo        | $ 100.000 | Petra Cetkovská      | Marija Koryttseva Ioana Raluca Olaru        | 6-4, 6-2          |
| 29. | 2010-10-31 | Poitiers          | $ 100.000 | Renata Voráčová      | Akgul Amanmuradova Kristina Barrois         | 65-7, 6-2, [10-5] |
| 30. | 2012-02-12 | Midland           | $ 100.000 | Andrea Hlaváčková    | Vesna Dolonts Stéphanie Foretz-Gacon        | 7-6, 6-2          |
| 31. | 2013-10-27 | Poitiers          | $ 100.000 | Michaëlla Krajicek   | Christina McHale Monica Niculescu           | 7-6, 6-2          |
| 32. | 2013-11-03 | Nantes            | $ 50.000  | Michaëlla Krajicek   | Stéphanie Foretz-Gacon Eva Hrdinová         | 6-3, 6-2          |
| 33. | 2014-05-16 | Praag             | $ 100.000 | Michaëlla Krajicek   | Andrea Hlaváčková Lucie Šafářová            | 6-3, 6-2          |
| 34. | 2014-10-26 | Poitiers          | $ 100.000 | Andrea Hlaváčková    | Katarzyna Piter Maryna Zanevska             | 6-1, 7-5          |
| 35. | 2019-12-15 | Dubai             | $ 100.000 | Andreja Klepač       | Georgina García Pérez Sara Sorribes Tormo   | 7-5, 3-6, [10-8]  |

## Resultaten grandslamtoernooien
| Legenda | Legenda                          |
| ------- | -------------------------------- |
| g.t.    | geen toernooi gehouden           |
| l.c.    | lagere categorie                 |
| –       | niet deelgenomen                 |
| G       | uitgeschakeld in de groepsfase   |
| 1R      | uitgeschakeld in de eerste ronde |
| 2R      | uitgeschakeld in de tweede ronde |
| 3R      | uitgeschakeld in de derde ronde  |
| 4R      | uitgeschakeld in de vierde ronde |
| KF      | uitgeschakeld in de kwartfinale  |
| HF      | uitgeschakeld in de halve finale |
| F       | de finale verloren               |
| W       | het toernooi gewonnen            |
| w-v     | winst/verlies-balans             |

### Enkelspel
| toernooi        | 2009 | 2010 | 2011 | 2012 | 2013 | 2014 | 2015 | 2016 |
| --------------- | ---- | ---- | ---- | ---- | ---- | ---- | ---- | ---- |
| Australian Open | –    | 1R   | 1R   | 2R   | 2R   | 2R   | 3R   | 1R   |
| Roland Garros   | 2R   | 1R   | 2R   | 1R   | 1R   | –    | 2R   | 1R   |
| Wimbledon       | 1R   | 1R   | 1R   | 1R   | 1R   | –    | 1R   | –    |
| US Open         | 1R   | 1R   | 1R   | 2R   | 1R   | –    | 1R   | –    |

### Vrouwendubbelspel
| toernooi        | 2006 | 2007 | 2008 | 2009 | 2010 | 2011 | 2012 | 2013 | 2014 | 2015 | 2016 | 2017 | 2018 | 2019 | 2020 | 2021 | 2022 |
| --------------- | ---- | ---- | ---- | ---- | ---- | ---- | ---- | ---- | ---- | ---- | ---- | ---- | ---- | ---- | ---- | ---- | ---- |
| Australian Open | –    | 1R   | 1R   | 2R   | 3R   | 2R   | HF   | 2R   | 3R   | 3R   | F    | 1R   | –    | 2R   | 1R   | 2R   | 2R   |
| Roland Garros   | 1R   | 1R   | 2R   | 1R   | 3R   | W    | HF   | HF   | HF   | HF   | KF   | HF   | 1R   | 3R   | 1R   | 3R   | 3R   |
| Wimbledon       | 3R   | 1R   | 1R   | 1R   | 2R   | 1R   | F    | KF   | 2R   | 2R   | 3R   | 3R   | 3R   | 1R   | g.t. | KF   | 1R   |
| US Open         | 1R   | 1R   | 2R   | 2R   | 1R   | KF   | F    | W    | 3R   | 3R   | 3R   | F    | KF   | 1R   | 2R   | KF   | 2R   |

### Gemengd dubbelspel
| toernooi        | 2008 | 2009 | 2010 | 2011 | 2012 | 2013 | 2014 | 2015 | 2016 | 2017 | 2018 | 2019 | 2020 | 2021 | 2022 | w-v   |
| --------------- | ---- | ---- | ---- | ---- | ---- | ---- | ---- | ---- | ---- | ---- | ---- | ---- | ---- | ---- | ---- | ----- |
| Australian Open | –    | –    | 2R   | –    | 1R   | F    | 1R   | 1R   | 1R   | 1R   | –    | –    | 1R   | 2R   | HF   | 8-9   |
| Roland Garros   | –    | –    | –    | –    | 1R   | W    | 2R   | F    | 1R   | KF   | –    | 1R   | g.t. | –    | KF   | 14-7  |
| Wimbledon       | 1R   | 1R   | 1R   | 2R   | –    | 2R   | 1R   | –    | –    | 3R   | 1R   | –    | g.t. | 1R   | 1R   | 1-10  |
| US Open         | –    | –    | 1R   | HF   | HF   | KF   | 1R   | 1R   | 1R   | KF   | 1R   | 1R   | g.t. | 1R   | 2R   | 11-12 |